# Die letzte Mohikanerin

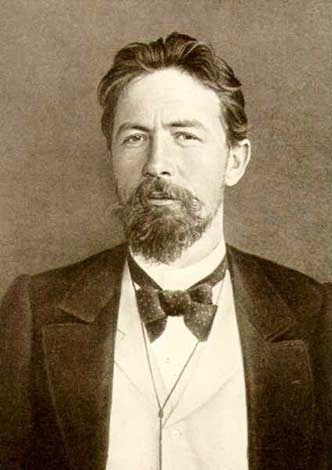
Anton Tschechow

Die letzte Mohikanerin (russisch Последняя могиканша, Poslednjaja mogikanscha) ist eine Kurzgeschichte des russischen Schriftstellers Anton Tschechow, die am 6. Mai 1885 in der Tageszeitung Peterburgskaja gaseta erschien. Der Autor prangert in dieser Satire den Standesdünkel des niedergehenden russischen Landadels an.

## Inhalt
An einem Frühlingsmorgen hat der Ich-Erzähler den Stabsrittermeister a. D. Dokukin, einen Gutsbesitzer, aufgesucht. Beide schauen gelangweilt zum Fenster hinaus. Vor lauter Langeweile wäre dem Hausherrn mit der Zeit sogar der Besuch eines Gerichtsvollziehers als Abwechslung willkommen. Nichts Schlimmes ahnend, wird Dokukin von seiner lieben Schwester, der um die 40-jährigen Olimpiada Jegorowna Chlykina, von außerhalb besucht. Der Herr Gemahl Dossifej Andrejitsch, kleiner gewachsen als seine stattliche Olimpiada, verfolgt diese mit scheuen, ängstlichen Blicken. Olimpiada verlangt vom Bruder Fastenspeise auf den Mittagstisch und will hernach in die Stadt zum Adelsmarschall.
Dokukin hat die erwünschte Abwechslung. Er fragt die Schwester nach dem Warum der nachmittäglichen Audienz. Olimpiada will sich beim Adelsmarschall über Dossifej beschweren. Der adelige Gatte benähme sich nicht standesgemäß.
Wie denn? fragt Dokukin. Nun, versetzt Olimpiada, ihr Dossifej spiele beispielsweise mit dem Kaufmann Gussjew Dame und ginge mit dem Schreiber auf die Jagd.
Während des Verzehrs seiner Fastenspeise verschlingt Dossifej die Koteletts der beiden Herren mit Blicken. Nach dem Mahl ruht Olimpiada ein wenig in Dokukins Schlafzimmer. Der Stabsrittmeister artikuliert derweil, er könne den Wandel seines Schwagers Dossifej zum willenlosen, charakterschwachen Ehemann nicht verstehen. Hatte dieser doch in jungen Jahren eine Sämaschine konstruiert sowie sich in der Adelsversammlung als Redner profiliert. Der scheue Dossifej rafft sich zum Widerspruch auf. Zwar sei seine Gemahlin streng, doch sie überhäufe ihn tagtäglich mit Wohltaten.

## Deutschsprachige Ausgaben
Verwendete Ausgabe:
- Die letzte Mohikanerin, S. 61–66 in Anton Tschechow: Das Glück und andere Erzählungen. Aus dem Russischen übertragen von Alexander Eliasberg. 187 Seiten. Wilhelm Goldmann Verlag, München 1962, Goldmanns gelbe Taschenbücher, Bd. 868